# Crémaillère

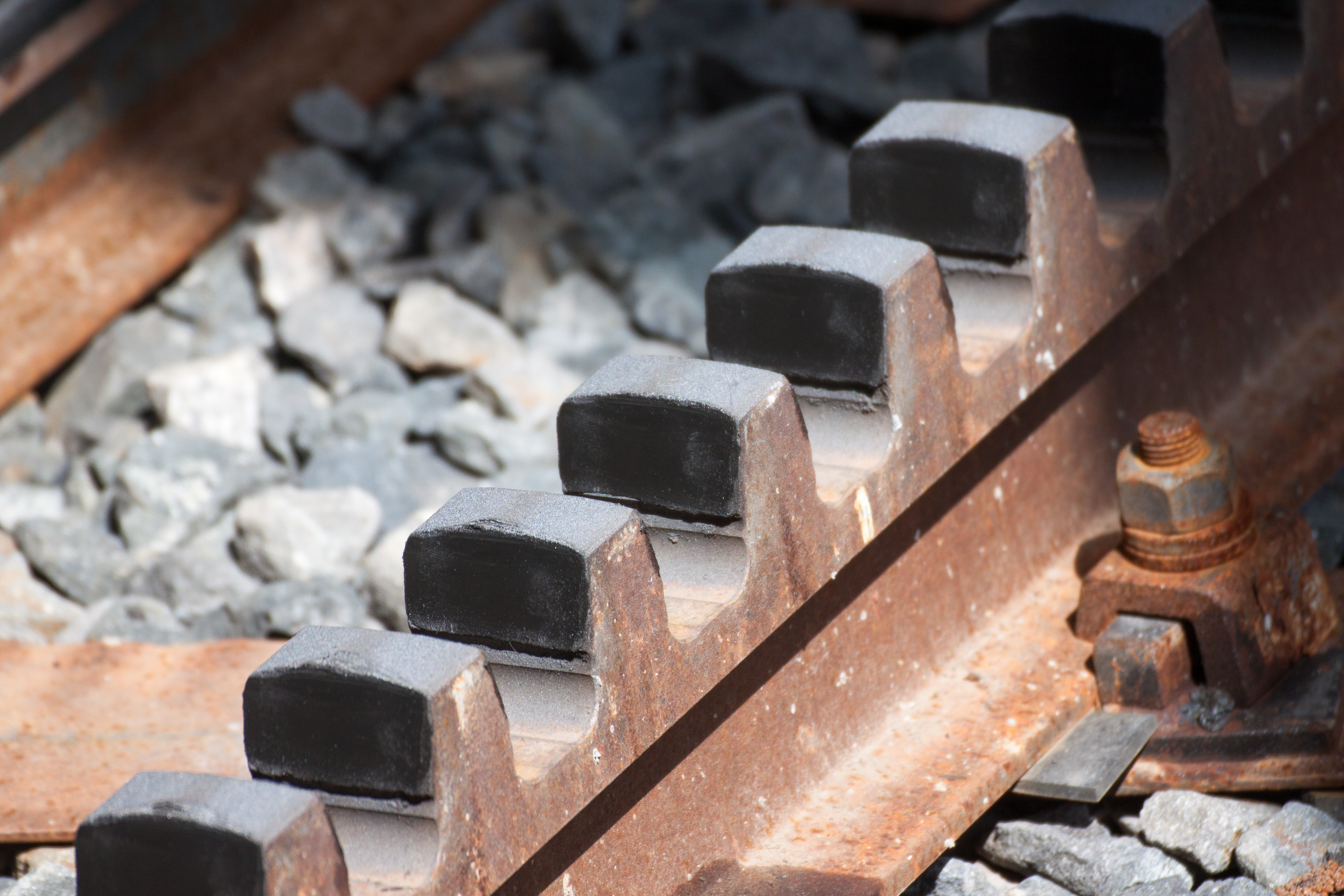
Crémaillère du Panoramique des Dômes

Une crémaillère est un dispositif mécanique constitué d'une tige ou d'une barre (le plus souvent métallique) garnie de crans ou de dents et  d'une roue dentée.

## Origine et usage primitif
La crémaillère est un accessoire de foyer suspendu au-dessus du cœur de l'âtre, à une barre horizontale fixée dans une cheminée et qui sert à suspendre une marmite d'une part en évitant à cette dernière le contact direct avec le feu, d'autre part en permettant le réglage de la distance de la marmite avec le feu.  Elle peut aussi être accrochée à une potence pivotante, fixée sur le côté de la cheminée, ce qui permet d'écarter aisément le récipient du feu. Jusqu'au XIXe siècle, c'est un objet essentiel dans la maison, qui a donné naissance à la coutume de la pendaison de crémaillère.

## Usage en mécanique
En tant qu'élément d'engrenage, la crémaillère peut être considérée comme un secteur de couronne dentée de rayon très grand (infini, si la crémaillère est parfaitement droite). Son mouvement rotatif devient alors un mouvement linéaire. 
Le chemin de fer à crémaillère et la crémaillère de direction automobile en sont de bons exemples.
La crémaillère est largement utilisée dans des systèmes de transmissions d'effort. Les engrenages permettant d'amplifier l'effort (ou le déplacement), on utilise ensuite la crémaillère afin de créer un déplacement linéaire de grande amplitude ou de grande force. On retrouve des systèmes utilisant la crémaillère pour des presses, machine-outils de découpe, ou encore outils de manutention. Si la crémaillère offre généralement une bonne précision, elle dissipe beaucoup de puissance en comparaison avec les autres engrenages, on ne l'utilise donc que pour une fonction de déplacement précise, pas pour transmettre des efforts à d'autres engrenages.
Lorsque le pignon fait une rotation, la crémaillère subit une translation.
La vitesse en sortie est égale au produit du pas entre deux dents et la vitesse angulaire donnée à l'entrée :
{\displaystyle V=2\pi \times R\times {\frac {\omega }{60}}}
avec V la vitesse de la crémaillère en mm/s, ω la vitesse angulaire du pignon en tr/min et R le rayon du pignon en mm.

## Autres usages

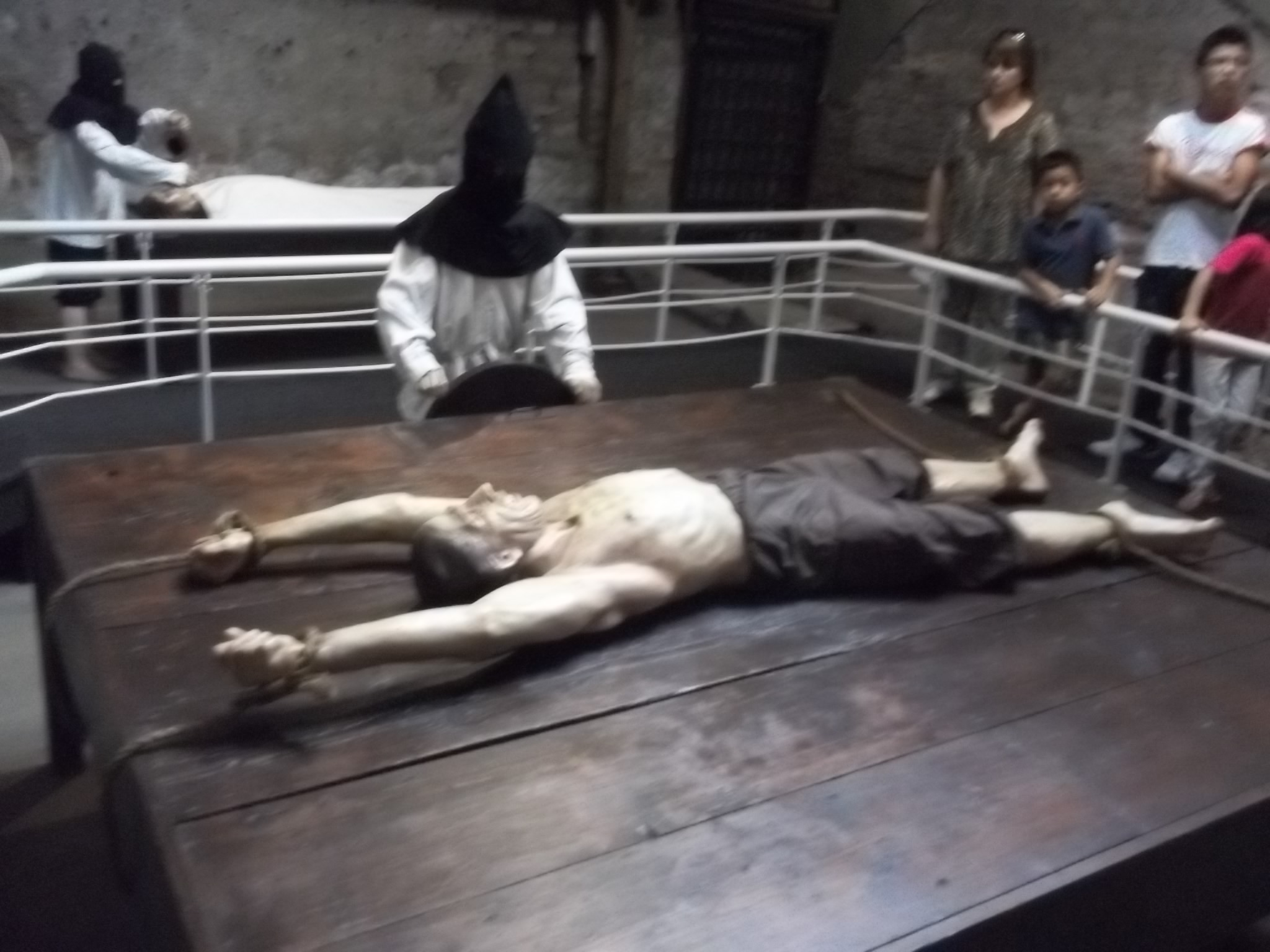
Une torture classique de l'Inquisition, à l'aide de crémaillère. Musée de l'Inquisition, Lima

En menuiserie, une crémaillère est une tringle en bois dur qui comporte des entailles destinées à recevoir les tasseaux supportant les tablettes. Les crémaillères permettent ainsi de placer les tablettes à la hauteur voulue.
On trouve aussi des crémaillères dans des systèmes de maintien entrebâillé de contrevents de fenêtre, selon des ouvertures variables.
L'Inquisition utilisa également la crémaillère comme instrument de torture. 

### Articles détaillés
- Chemin de fer à crémaillère
- Fermeture Éclair, ou « fermeture à crémaillère »
- Pendaison de crémaillère
- Pièce mécanique